# Dorothy McEwen Kildall
Dorothy McEwen Kildall (3 de marzo de 1943 - 31 de enero de 2005) fue la cofundadora con Gary Kildall de la empresa Digital Research y una de las pioneras de Silicon Valley. 
Dorothy asistió a la Universidad de Washington pero después de unos años abandonó su carrera para ponerse a trabajar mientras su marido asistía a la misma universidad. Se casó con Gary Kildall en 1963.
Fundó la empresa Digital Research con su marido en 1974. Su marido se encargó de desarrollar el sistema operativo CP/M, el primer sistema operativo para ordenadores personales, mientras ella se encargaba de introducirlo en el mercado. En 1977, CP/M se convirtió en el sistema operativo más popular del mercado de ordenadores personales.
En 1980, Bill Gates estaba en conversaciones con IBM sobre un sistema operativo para su nueva plataforma pero como su empresa no lo tenía les envió a hablar con la gente de Digital Research. Los ejecutivos de IBM se entrevistaron con Dorothy McEwen, que era la encargada de las ventas y licencias, y le propusieron comprar los derechos de su sistema operativo con una serie de cláusulas de no divulgación. Dorothy no accedió a firmar el contrato antes de que fuese revisado por su abogado. Posteriormente las cláusulas fueron aceptadas pero Digital no aceptó la compensación económica que le ofrecía IBM de 250.000 dólares por todas las copias que necesitaran hacer.
Ante esta situación Bill Gates comentó a IBM la existencia de QDOS y los ejecutivos de IBM le solicitaron que consiguiera una licencia. Microsoft consiguió la licencia y basó en este sistema el MS-DOS que lo llevó a su posición predominante actual.
Dorothy se separó y divorció de Gary Kildall en 1983.
En 1989 compró un rancho y se dedicó a su restauración y a distintas actividades benéficas en su zona de residencia.
Falleció debido a cáncer cerebral el 31 de enero de 2005.